# Epimicta marginalis
Epimicta marginalis är en stekelart som först beskrevs av Alexander Henry Haliday 1839.  Epimicta marginalis ingår i släktet Epimicta och familjen bracksteklar. Arten är reproducerande i Sverige. Inga underarter finns listade i Catalogue of Life.